# 1988-as labdarúgó-Európa-bajnokság (selejtező – 1. csoport)
Az 1988-as labdarúgó-Európa-bajnokság selejtezőjének 1. csoportjának mérkőzéseit tartalmazó lapja. A csoportban Albánia, Ausztria, Románia és Spanyolország szerepelt. A csapatok körmérkőzéses, oda-visszavágós rendszerben játszottak egymással.
A csoportelső Spanyolország kijutott az 1988-as labdarúgó-Európa-bajnokságra.

## Tabella
| Hely. | Csapat        | M | Gy | D | V | G+ | G– | Gk  | P  | Továbbjutás                            |     | Spanyolország | Románia | Ausztria | Albánia |
| ----- | ------------- | - | -- | - | - | -- | -- | --- | -- | -------------------------------------- | --- | ------------- | ------- | -------- | ------- |
| 1.    | Spanyolország | 6 | 5  | 0 | 1 | 14 | 6  | +8  | 10 | Kijutott az 1988-as Európa-bajnokságra |     | —             | 1–0     | 2–0      | 5–0     |
| 2.    | Románia       | 6 | 4  | 1 | 1 | 13 | 3  | +10 | 9  |                                        |     | 3–1           | —       | 4–0      | 5–1     |
| 3.    | Ausztria      | 6 | 2  | 1 | 3 | 6  | 9  | −3  | 5  |                                        | 2–3 | 0–0           | —       | 3–0      |         |
| 4.    | Albánia       | 6 | 0  | 0 | 6 | 2  | 17 | −15 | 0  |                                        | 1–2 | 0–1           | 0–1     | —        |         |

## Mérkőzések
Az időpontok helyi idő szerint értendők.
| 1986. szeptember 10. 17:30 |

| Románia                            | 4–0               | Ausztria |
| ---------------------------------- | ----------------- | -------- |
| Iovan 44' 64' Lăcătuş 61' Hagi 90' | (1–0) Jegyzőkönyv |          |

| Steaua Stadion, Bukarest Nézőszám: 13 611 Játékvezető: Gérard Biguet (francia) |

| 1986. október 15. 19:30 |

| Ausztria                            | 3–0               | Albánia |
| ----------------------------------- | ----------------- | ------- |
| Ogris 18' Polster 66' Linzmaier 77' | (1–0) Jegyzőkönyv |         |

| Liebenau Stadium, Graz Nézőszám: 5456 Játékvezető: Klaus Peschel (keletnémet) |

| 1986. november 12. 20:30 |

| Spanyolország | 1–0               | Románia |
| ------------- | ----------------- | ------- |
| Míchel 57'    | (0–0) Jegyzőkönyv |         |

| Benito Villamarín Stadium, Sevilla Nézőszám: 41 884 Játékvezető: Jan Keizer (holland) |

| 1986. december 3. 14:00 |

| Albánia  | 1–2               | Spanyolország          |
| -------- | ----------------- | ---------------------- |
| Muca 27' | (1–0) Jegyzőkönyv | Arteche 67' Alonso 84' |

| Qemal Stafa, Tirana Nézőszám: 20 000 Játékvezető: Huták Antal (magyar) |

| 1987. március 25. 16:00 |

| Románia                                                    | 5–1               | Albánia    |
| ---------------------------------------------------------- | ----------------- | ---------- |
| Piţurcă 2' Bölöni 42' Hagi 44' (11-esből) 54' Bumbescu 70' | (3–1) Jegyzőkönyv | Kushta 35' |

| Steaua Stadion, Bukarest Nézőszám: 6500 Játékvezető: José Rosa dos Santos (portugál) |

| 1987. április 1. 19:30 |

| Ausztria                  | 2–3               | Spanyolország             |
| ------------------------- | ----------------- | ------------------------- |
| Linzmaier 38' Polster 63' | (1–1) Jegyzőkönyv | Eloy 30' 57' Carrasco 89' |

| Praterstadion, Bécs Nézőszám: 31 342 Játékvezető: Bruno Galler (svájci) |

| 1987. április 29. 16:00 |

| Albánia | 0–1               | Ausztria   |
| ------- | ----------------- | ---------- |
|         | (0–1) Jegyzőkönyv | Polster 8' |

| Qemal Stafa, Tirana Nézőszám: 17 250 Játékvezető: Gerassimos Germanakos (görög) |

| 1987. április 29. 18:00 |

| Románia                              | 3–1               | Spanyolország |
| ------------------------------------ | ----------------- | ------------- |
| Piţurcă 38' Mateuţ 43' Ungureanu 45' | (3–0) Jegyzőkönyv | Calderé 80'   |

| Steaua Stadion, Bukarest Nézőszám: 30 000 Játékvezető: Alexis Ponnet (belga) |

| 1987. október 14. 20:30 |

| Spanyolország          | 2–0               | Ausztria |
| ---------------------- | ----------------- | -------- |
| Míchel 58' Sanchís 64' | (0–0) Jegyzőkönyv |          |

| Estadio Ramón Sánchez Pizjuán, Sevilla Nézőszám: 57 477 Játékvezető: Joël Quiniou (francia) |

| 1987. október 28. 14:30 |

| Albánia | 0–1               | Románia   |
| ------- | ----------------- | --------- |
|         | (0–0) Jegyzőkönyv | Klein 58' |

| Stadiumi Flamurtari, Vlorë Nézőszám: 18 000 Játékvezető: Ignace van Swieten (holland) |

| 1987. november 18. 20:00 |

| Ausztria | 0–0         | Románia |
| -------- | ----------- | ------- |
|          | Jegyzőkönyv |         |

| Praterstadion, Bécs Nézőszám: 4120 Játékvezető: Rosario Lo Bello (olasz) |

| 1987. november 18. 20:05 |

| Spanyolország                                        | 5–0               | Albánia |
| ---------------------------------------------------- | ----------------- | ------- |
| Bakero 6' 31' 75' Míchel 37' (11-esből) Llorente 64' | (3–0) Jegyzőkönyv |         |

| Benito Villamarín Stadium, Sevilla Nézőszám: 45 299 Játékvezető: Kurt Röthlisberger (svájci) |